# Antonio Modesto Quirasco
Antonio Modesto Quirasco (Córdoba, 20 de mayo de 1904 - 18 de febrero de 1981) fue un político mexicano, miembro del Partido Revolucionario Institucional. Fue gobernador de Veracruz entre 1956 y 1962.

## Biografía
Siendo pasante de Derecho, fue agente del ministerio público en Huatusco, Acayucan, Coatzacoalcos, Tuxpan, Veracruz y Xalapa. Fungió como secretario del Partido Revolucionario Institucional en el Estado de Veracruz. Fue Magistrado del Tribunal Superior de Justicia, Subsecretario de Gobierno, Oficial Mayor del Departamento del Distrito Federal.

## Trayectoria
Durante su mandato como Gobernador del Estado de Veracruz (1956-1962) instruyó la construcción de diversas obras que a la fecha quedan son su legado material. Destaca en Xalapa en la Universidad Veracruzana: la Facultad de Derecho, la Biblioteca Central, la Facultad de Comercio y la Facultad de Arquitectura; el edificio de Pensiones; el inicio del Museo de Antropología, el Teatro del Estado, el Mercado Jáuregui y el Puente de Xallitic, que sirvió para unir el centro de la ciudad con la avenida 20 de noviembre, que se conserva como un hermosos atractivo turístico de Xalapa.
Dentro de sus discursos de campaña, destacan los siguientes apartados que conservan plena vigencia:
- “Frente a los problemas que la vida social nos presenta, jamás debemos perder la serenidad, ni la equidad de nuestra conducta, porque sólo un razonamiento sereno, en el cual se antepongan los intereses colectivos frente a los individuales, puede servir de guía. Convencido estoy de que si los hombres se proponen firmemente hallar fórmulas de conciliación, de armonía y de cordialidad, siempre será más fácil encontrar las mejores soluciones.”
- “Porque deseamos para todas y cada una de las localidades veracruzanas el máximo de progreso y bienestar, consideramos imprescindible la paz en los poblados, la paz en las conciencias y la concordia en los corazones;  queremos que con trabajo fecundo y creador, alcancemos los más altos niveles de vida para los veracruzanos, pero por encima del justificado y necesario progreso material, debemos anteponer el indispensable progreso social."
Lo que no debemos olvidar jamás, es que la fuerza mayor del hombre, su dicha más grande, radica en los valores morales; para cuyo logro es elemental una conducta limpia, un pensamiento sano y la voluntad inquebrantable de no apartarse nunca y por ningún motivo, de la ruta del bien y del servicio a la colectividad.”
- “Porque tenemos la obligación de proceder con insospechada decencia, no sólo en los actos trascendentales de nuestra vida, sino en los aparentemente insignificantes actos del vivir cotidiano.”